# Paolo Arrivabeni
Paolo Arrivabeni (* im 20. Jahrhundert in Suzzara bei Mantua) ist ein italienischer Dirigent.

## Karriere
Arrivabeni studierte am Conservatorio di Musica Arrigo Boito in Parma bei Camillo Togni Komposition sowie bei Daniele Gatti Dirigieren. Seine Ausbildung ergänzte er durch Aufbaukurse bei Gatti an der Accademia Nazionale di Santa Cecilia in Rom.
In Italien leitete er Aufführungen von Il delirio amoroso (Händel), Juditha triumphans (Vivaldi), Don Giovanni (Mozart) und La Cenerentola (Rossini). In seiner Heimat dirigierte er auch das Orchestra Sinfonica Haydn di Trento e Bolzano, das Orchestra Sinfonica Giuseppe Verdi di Milano und die Accademia di Santa Cecilia Rom.
Arrivabeni arbeitete intensiv mit der Berliner Staatsoper Unter den Linden und dem Rossini Opera Festival in Pesaro zusammen. Von 1997 bis 2000 war Arrivabeni Assistenzdirigent am Teatro Comunale di Bologna. Er studierte dort u. a. Don Sébastien (Donizetti), La Bohème, Tosca, Così fan tutte und Il barbiere di Siviglia ein. Anschließend wurde er nach Lissabon (Il barbiere di Siviglia, Lucia di Lammermoor), Triest (Tancredi von Rossini), Bilbao (La Cenerentola), an das Teatro Lirico di Cagliari (La traviata und Simon Boccanegra), an das Teatro San Carlo in Neapel (L’elisir d’amore), an das Teatro La Fenice in Venedig (Pia de’ Tolomei, von Donizetti) und nach Lausanne (Rigoletto) eingeladen. Am Opernhaus Zürich, der Oper Leipzig und der Berliner Staatsoper dirigierte Arrivabeni La Traviata und in Lausanne und Vichy Il turco in Italia (Rossini). Mit Donizettis Lucia di Lammermoor debütierte Paolo Arrivabeni an der Deutschen Oper Berlin, mit Norma an der dortigen Staatsoper. In München trat er erstmals 2008 mit Il turco in Italia auf, an der Opéra Bastille in Paris 2009 mit L’elisir d’amore. 2010 wurde er an die Metropolitan Opera New York mit Rigoletto engagiert.
Am Theater an der Wien dirigierte er Bellinis La straniera (Inszenierung: Christof Loy), in der alternierend die Gruberová und Marlis Petersen auftraten.